# Luís Gonzaga da Cunha Marelim
Dom Luis Gonzaga da Cunha Marelim, C.M. (Salvador, 17 de abril de 1904 — Salvador, 21 de dezembro de 1991), foi um bispo da Igreja Católica e primeiro bispo da Diocese de Caxias no Maranhão.
Nascido em Salvador na Bahia, membro da Congregação da Missão, foi formado no Seminário do Caraça. Concluiu seus estudos na Casa-mãe do seu Instituto na França, sendo considerado culto, piedoso e inteligente. Após isso, trabalhou na formação de seminários - como era a prática da Congregação da Missão - na direção dos seminários diocesanos e formação do clero.

## Episcopado
Em 1941, enquanto reitor do Seminário Santo Antônio, em São Luís, o então padre Luís, de 37 anos de idade, foi surpreendido pela bula de Pio XII nomeando-o bispo da nascente Diocese de Caxias, no sul do Maranhão - um dos maiores e mais pobres territórios do estado, em todos os sentidos. 
Dom Luís Marelim permaneceu quarenta anos à frente do bispado de Caxias - território vasto, porém com clero pequeno -, lançando as bases da diocese, criando paróquias e colégios e trazendo institutos religiosos para ajudar na ação evangelizadora da Igreja.

## Concílio Vaticano II
No Concílio Vaticano II, Dom Luís Marelim demonstrou posicionamento tradicional, contrapondo correntes progressistas ao ser adepto da interpretação e aplicação fiéis e tradicionais dos documentos e reformas conciliares. Uniu-se ao Coetus Internationalis Patrum e realizou diversas intervenções orais e escritas nas sessões do Concílio. Por essa razão, seu nome figura na lista dos dez bispos do Brasil que mais intervieram durante o Concílio Vaticano II. Atualmente, porém, é pouco conhecido na Diocese de Caxias.
Dom Luís Marelim aplicou as reformas conciliares em sua diocese conforme a correta interpretação dos documentos e declarações do Vaticano II. Também implementou o Missal Romano promulgado pelo Papa Paulo VI.
ADVENIAT REGNUM TUUM (Venha a nós o Vosso Reino) foi o lema episcopal de Dom Luís Marelim. Não mediu esforços para estabelecer a diocese que estava nascendo e deixou legado importante para a organização e história de Caxias.